# 남자의 진실
《남자의 진실》(영어: The Executioner's Song)은 미국에서 제작된 1982년 전기 범죄 텔레비전 영화이다. 1979년 퓰리처상을 받은 노먼 메일러의 소설 "The Executioner's Song"을 각색하여 만들었다. 로런스 실러가 연출과 제작을 맡았고, 토미 리 존스 등이 출연하였다.

## 줄거리
강도와 폭행죄로 감옥에서 12년을 살고 35살에 세상 밖으로 나온 게리 길모어는 일반인으로서의 삶에 극심히 부적응한다. 교정에 실패한 게리는 점차 변덕이 잦아지고 직장 동료들과 갈등을 빚는다. 결국 옛 버릇이 도져 싸움, 절도, 폭음, 마약을 하고 여자친구를 때린 끝에 이틀에 걸쳐 두 번의 강도에서 두 명을 살해해 구속된다.
게리가 사형 선고를 받자 가족, 변호사, 미국 시민 자유 연맹 등이 항소하자고 게리를 설득하지만 게리는 그대로 형 집행을 받아들이기로 한다. 1977년 1월 17일 게리는 자신이 고른대로 총살형에 처한다. 게리 길모어는 1967년 6월 2일 콜로라도주에서 사형된 루이스 몬헤 이후 미국에서 사형된 최초의 인물이다.

## 출연
- 토미 리 존스
- 크리스틴 라티
- 로재나 아켓
- 일라이 월럭
- 스티븐 키츠
- 조던 클라크
- 리처드 벤처
- 제니 라이트
- 월터 올커위츠
- 마이클 러클레어
- 팻 콜리
- 존 데니스 존스턴
- 케네스 오브라이언
- 랜스 하워드
- 찰스 사이퍼스
- 짐 영스
- 그레이스 저브리스키
- 윌리엄 샌더슨
- 로버트 분